# Franklinothrips megalops
Espèce
Franklinothrips megalops est une espèce d'insectes thysanoptères de la famille des Aeolothripidae, originaire d'Afrique.
Ce thrips, long de 2 à 3 mm au stade adulte, mime les fourmis tant dans son comportement que dans sa morphologie. C'est un prédateur de thrips, tant au stade larvaire qu'au stade adulte.
L'espèce est utilisée comme agent de lutte biologique. Elle est commercialisée à cet effet dans la région OEPP depuis 1992 pour lutter contre les thrips dans les cultures sous serre, notamment en Belgique, en France, en Espagne et aux Pays-Bas.

## Synonymes
- Mitothrips megalops Trybom, 1912.
- Franklinothrips myrmicaeformis Zanon, 1924.
- Spathiothrips bischoffi Richter, 1928.
- Franklinothrips aureus Moulton, 1936[3]